# Сарентино
Сарентѝно (на италиански: Sarentino; на немски: Sarntal, Сарнтал) е община в Северна Италия, автономна провинция Южен Тирол, автономен регион Трентино-Южен Тирол. Разположена е на 948 m надморска височина. Населението на общината е 7005 души (към 2014 г.).
Административен център на общината е градчето Сарентино (на италиански: Sarentino, което носи същото име на общината на италиански, но има различно название на немски: Sarnthein, Сарнтайн.

## Език
Официални общински езици са и италианският и немският. Най-голямата част от населението говори немски. В общината се говори и други романски език, ладинският.
| %     | Роден език      |
| 1,82  | Италиански език |
| 98,07 | Немски език     |
| 0,10  | Ладински език   |